# Italia en los Juegos Olímpicos de Lake Placid 1932
Italia estuvo representada en los Juegos Olímpicos de Lake Placid 1932 por un total de 12 deportistas que compitieron en 4 deportes.  
El portador de la bandera en la ceremonia de apertura fue el esquiador de fondo Erminio Sertorelli. El equipo olímpico italiano no obtuvo ninguna medalla en estos Juegos.